# MIME
MIME (енгл. Multipurpose Internet Mail Extensions, вишенаменска проширења за електронску пошту) је интернет стандард којим се могућности електронске поште проширују на слање:
- Текста који не мора бити
- Нетекстуалних података, закачених за поруку
- Порука чија тела чини више делова
- Информација у заглављу поруке, које нису